# Eisenberg (Baviera)
Eisenberg è un comune tedesco di 1 206 abitanti, situato nel land della Baviera.